# Taperinha simillima
Taperinha simillima är en insektsart som beskrevs av Rauno E. Linnavuori och Delong 1978. Taperinha simillima ingår i släktet Taperinha och familjen dvärgstritar. Inga underarter finns listade i Catalogue of Life.